# Teïa
La Teïa (en russe : Тея) est une rivière de Russie qui coule dans le krai de Krasnoïarsk en Sibérie centrale. C'est un affluent du Velmo en rive gauche, donc un sous-affluent de l'Ienisseï par le Velmo puis par la Toungouska Pierreuse. 

## Géographie
Le bassin versant de la Teïa a une superficie de près de 9 000 km2 (surface de taille plus ou moins équivalente à celles des départements français de la Côte-d'Or ou de la Dordogne.
Son débit moyen en fin de parcours est de 90 m3/s.
La Teïa naît dans le krai de Krasnoïarsk, au centre-ouest du plateau de Sibérie centrale, dans une région de forêts au climat rigoureux. Elle prend sa source sur le versant nord-est du massif de l'Ienisseï (Енисейский кряж), une vingtaine de kilomètres au sud de 
son point culminant, le mont Ienachimski Polkan (1 104 mètres d'altitude). Dans cette région bien arrosée se trouvent aussi les sources du Bolchoï Pit et du Velmo. 
Dans son parcours, la rivière traverse des régions couvertes de taïga et fort peu habitées. Elle coule grosso modo du sud vers le nord. Son cours comporte de très nombreux méandres. Elle finit par se jeter dans le Velmo en rive gauche, 25 kilomètres en aval de la ville de Velmo. 

## Le gel
La Teïa est habituellement prise par les glaces fin octobre ou début novembre. Le dégel se produit fin avril ou début mai.
Le bassin versant de la Teïa, comme l'ensemble de la partie centrale du plateau de Sibérie centrale, repose totalement sur un manteau de sol gelé en permanence ou pergélisol, d'une épaisseur pouvant atteindre 100 mètres.

## Hydrométrie - Les débits mensuels à Priisk Souvorovsky
Le débit de la Teïa a été observé pendant 17 ans (entre 1936 et 1952) à Priisk Souvorovsky, station hydrométrique située à 108 kilomètres de son confluent avec le Velmo. 
Le débit interannuel moyen ou module observé à Priisk Souvorovsky durant cette période était de 68,3 m3/s pour une surface prise en compte de 5 670 km2, soit plus ou moins 62 % du bassin versant total de la rivière.
La lame d'eau écoulée dans cette partie du bassin atteint ainsi le chiffre de 380 millimètres par an, ce qui doit être considéré comme élevé dans le contexte de la Sibérie, caractérisée par un écoulement généralement modéré. 
Rivière alimentée en grande partie par la fonte des neiges, mais aussi par les pluies en été et en automne, la Teïa est un cours d'eau de régime nivo-pluvial. 
Les hautes eaux se déroulent au printemps, en mai et en juin, avec un pic en mai, ce qui correspond au dégel et à la fonte des neiges. Au mois de juin et de juillet, le débit baisse fortement, mais se stabilise à un niveau satisfaisant par après jusqu'en octobre, tout en diminuant progressivement.
Au mois de novembre, le débit de la rivière plonge, ce qui mène à la période des basses eaux. Celle-ci a lieu de novembre à avril inclus et correspond aux gels de l'hiver qui s'abattent sur toute la Sibérie. 
Le débit moyen mensuel observé en mars (minimum d'étiage) est de 17,2 m3/s, soit à peu près 7 % du débit moyen du mois de mai (248 m3/s}, ce qui souligne l'amplitude relativement modérée pour la Sibérie des variations saisonnières. Ces écarts de débit mensuel peuvent cependant être plus marqués d'après les années : sur la durée d'observation de 17 ans, le débit mensuel minimal a été de 12,2 m3/s en mars 1945, tandis que le débit mensuel maximal s'élevait à 376 m3/s en juin 1946.
En ce qui concerne la période libre de glaces (de mai à septembre inclus), le débit minimal observé a été de 42,5 m3/s en septembre 1943, ce qui restait franchement abondant. 